# Cratere Rongoteus
Rongoteus è un cratere sulla superficie di Callisto.